# Quinty Sabajo
Quinty Sabajo (Maarssen, 1º agosto 1999) è una calciatrice olandese, centrocampista dell'Ajax.

## Carriera

### Club
Sabajo ha iniziato la carriera vestendo la maglia del VV OSM '75 (Voetbal Vereniging Omnisportvereniging Maarssenbroek 1975), club con sede a Maarssenbroek, centro abitato della municipalità di Stichtse Vecht.
Durante la sessione estiva di calciomercato 2018 viene annunciato il suo trasferimento all'Heerenveen, squadra con la quale fa il suo debutto in Eredivisie alla guida di Roeland ten Berge, tecnico che decide di farla debuttare fin dalla 1ª giornata di campionato, il 14 settembre di quell'anno, nella netta vittoria esterna per 6-2 sull'Achilles '29. Rimasta una seconda stagione con il club della città della Frisia, contribuisce a far raggiungere alla sua squadra il 4º posto in classifica nel campionato 2019-2020, decidendo di lasciare la società alla fine della stessa con un tabellino di 33 presenze e 10 reti all'attivo in Eredivisie.
Nell'estate del 2020 ha iniziato a giocare nell'Ajax.

## Palmarès

### Club
- Campionato olandese: 1

Ajax: 2022-2023
- Coppa dei Paesi Bassi: 1

Ajax: 2021-2022
- Eredivisie Cup: 1

Ajax: 2020-2021